# El alférez real
El alférez real es una novela romántica y costumbrista escrita por Eustaquio Palacios, destacada dentro del género de la novela histórica colombiana.

## Historia
El autor utilizó diversos archivos históricos de la ciudad, entre ellos las actas del Cabildo, de la Parroquia y la Notaría, con los cuales se ayudó para retratar la vida social de Santiago de Cali durante los últimos años de la colonia y los años más tempranos posteriores a la Independencia de Colombia; de este modo su obra adquirió un carácter histórico importante.
La novela se sitúa entre 1789 y 1792, durante el virreinato de José Manuel de Ezpeleta, en la ciudad de Cali y sus alrededores, describiendo vivamente acontecimientos y costumbres de la Cali de entonces. La novela detalla la vida dentro del convento de San Francisco, las diferentes celebraciones en torno a la coronación de Carlos IV de España, y ante todo a las costumbres y vida alrededor de la Hacienda Cañasgordas, propiedad del Alférez Real, Manuel de Cayzedo y Tenorio, como la ganadería, el negocio del azúcar y la vida y trata de esclavos.

## La novela
La novela, aparte de describir la vida en la ciudad a finales del siglo XVIII, trata principalmente del romance entre Daniel, un huérfano criado entre la clase pobre y que estudiando entre los franciscanos adquirió un gran conocimiento de latín y cultura clásica, e Inés de Lara y Portocarrero, quien al morir su padre quedó bajo la protección del Alférez Real. A la par del romance principal también se desarrollan otras historias de amor paralelas, como la de Henrique Cayzedo y Dolores Otero, o de los esclavos Fermín y Andrea. Las uniones son de gran importancia en la novela, ya que las diferencias socioeconómicas, y legales como la Real cédula de 1778, juegan un papel importante dentro de la novela, impidiendo la unión y distanciando a sus protagonistas.

### Estilo
El autor mismo menciona en la dedicatoria a Zenón Fabio Lemos que precede la novela, a Alejandro Dumas y Walter Scott, asegurando que tomó interés por la historia debido a este último. A pesar de esta mención de autores de su época, la principal influencia de la obra es la literatura clásica, como la tragedia griega, que se ve plasmada en el libro en el uso de varios personajes, frases y citas clásicas en latín.
Entre los autores clásicos que influyeron la obra se destacan Virgilio, Horacio y Teócrito, además de los españoles Garcilaso de la Vega y Francisco de Figueroa.

### Personajes no principales y principales
- Daniel: Se lo describe como un hombre blanco de estatura media y de ojos negros rasgados. Al inicio se desconoce quiénes fueron sus padres. Fue criado por Mariana Soldevilla, una mujer de clase pobre de la ciudad. Luego de terminar sus estudios, fue llevado por el padre Escovar a la hacienda Cañasgordas, propiedad del Alférez Real, quien lo contrata para trabajar en la hacienda como su secretario. Posteriormente se descubre que sus padres fueron Henrique, primo del Alférez, y Dolores, por lo que recibe la fortuna y abolengo de su padre, lo que le permite casarse con Inés.

- Inés de Lara: Una bella joven de la clase aristocrática. Es hija del noble Sebastián de Lara, quien al morir la deja bajo la protección del Alférez Real, junto con su dote y la recomendación de casarla únicamente con alguien de su misma clase y riqueza. Siente atracción por Daniel, pero como este pertetence a otra clase social, decide ingresar en un convento en Popayán con el fin de hacerse monja.

- Manuel de Cayzedo y Tenorio: Propietario de la hacienda Cañasgordas, donde transcurre principalmente la historia. Recibió de parte del Rey el título de Alférez Real; además de este título, ostentaba también el de Coronel de Milicias y de Regidor Perpetuo, por lo que era el personaje más importante de la ciudad. Conoce el matrimonio secreto entre Henrique Cayzedo, su primo, y Dolores, pero no que Daniel fuera hijo de ellos.

- Fernando Arévalo: Un comerciante de la clase noble. Pretendiente de Inés y rival de Daniel. Usa sus influencias para capturar secretamente a Daniel y enviarlo como recluta a un regimiento militar en Cartagena de Indias.

- Fray José Joaquín Escovar: Sacerdote franciscano. Miembro de la clase noble. Antes de ser sacerdote fue abogado de la Real Audiencia de Santafé de Bogotá, pero dejó su oficio para emprender el oficio religioso. Fue el encargado de casar en secreto a los padres de Daniel, y conoce el origen noble de este. Fue el encargado de presentarlo ante el Alférez Real para que trabajara en la hacienda.

- Henrique Caizedo: Primo del Alférez Real, y padre de Daniel. Se casó con Dolores Otero bajo el padrinazgo de su primo y el oficio del padre Escovar. Antes de morir dejó su fortuna a cuidado del Alférez.

- Dolores Otero: Una bella mujer de origen humilde, conocida como La Flor del Vallano. Debido a la diferencia socioeconómica, se casa en secreto con Henrique; de esta unión nace Daniel, que para evitar un escándalo es entregado a Mariana Soldevilla. La relación entre Dolores y Henrique llegaba a un extremo de secretismo tal que el Maestro Saucedo, vecino de Dolores y enamorado de esta, creyó siempre que esta era virgen.

- Fermín: Un joven mulato esclavo de la hacienda coetáneo con Daniel, quien acompaña a este durante sus recorridos como peón. Es el encargado, junto a Andrea, de transmitir informes. Es declarado libre al final y se casa con Andrea.

- Andrea: Esclava al servicio de Inés. Junto a Fermín, interpretan los signos que demuestran el cariño que se tienen sus amos. Es declarada libre y se casa con Fermín.

## La esclavitud enEl Alférez Real
Eustaquio Palacios escribe la obra pocos años después de la abolición de la esclavitud en la Gran Colombia. A pesar de los malos tratos dados a los esclavos, y las sublevaciones que ocurrieron, Palacios describe a la población negra esclava como feliz bajo el dominio de sus amos. Se hace mención de los cimarrones y los castigos corporales a los esclavos, pero se los minimiza casi de forma jocosa. El autor habla de la esclavitud como un designio divino, y se justifica a través del propio Alférez Real, cuando este fue cuestionado por el padre Escovar, quien le dijo:

«La esclavitud es una iniquidad; no la haga vuesa merced más grave, tratando con crueldad a los esclavos.»

«La iniquidad, si la hay, no es obra mía; esclavos eran los que tengo y los compré a sus amos, o los compró mi padre; ni su merced ni yo los redujimos a la esclavitud; y el mismo Rey Nuestro Señor (que Dios guarde) autoriza ese comercio.»
El Alférez Real.

## Ediciones
Ediciones de El Alférez Real:
- 1.ª edición en Cali: Imprenta del autor, 1886. 268p.
- Palmira: Imprenta Popular. 1903. 200p.
- Lima: Tipografía “El lucero”, 1904. 316p.
- Crónicas de Cali en el siglo XVIII. Cali: Carvajal, 1923. 284p.
- Cali: Imprenta Departamental, 1924. 292p.
- Cali: Imprenta Departamental, 1940. 292p.
- New York: Oxford University Press, 1941. 205p.
- Bogotá: Publicaciones del Ministerio de Educación Nacional, 1942. 353p.
- New York: Oxford University Press, 1942. 205p.
- Bogotá: Editorial Kelly, 1943. 321p.
- Bogotá: Editorial Antena, 1945, 322p.
- Santiago de Chile: Editorial Zig-Zag, 1946. 334p.
- Bogotá: Ministerio de Educación Nacional, 1954. 294p.
- Bogotá: Cosmos, 1954. 294p.
- Cali: Biblioteca de la Universidad del Valle, 1959. 309p.
- Medellín: Editorial Bedout, 1963. 294p.
- Cali: Carvajal y Compañía, 1966. 340p.
- Medellín: Editorial Bedout, 1969. 294p.
- Medellín: Editorial Bedout, ¿1970? 304p.
- México: Don Quijote, 1971. 285p.
- Medellín: Editorial Bedout, 1974. 294p.
- Bogotá: Panamericana editorial, ¿1980? 180p.
- Bogotá: Ediciones Los Comuneros, 1980. 234p.
- Medellín: Editorial Bedout, 1984. 294p.
- Bogotá: Editorial Oveja Negra, 1985. 183p.
- Bogotá: Círculo de Lectores, 1985. 311p.
- Bogotá: Talleres Gráficas Modernas, 1985. 284p.
- Bogotá: Panamericana editorial, ¿1986? 180p.
- Santa Fe de Bogotá: Panamericana editorial, 1996. 299p.
- Medellín: Cometa de Papel, 1997. 319p.
- Novela: El Alférez Real de Eustaquio Palacios: Ministerio de Educación Nacional. Colección Bicentenario. 2009. 198p.